# 414 v. Chr.
Portal Geschichte | Portal Biografien | Aktuelle Ereignisse | Jahreskalender | Tagesartikel

◄ |
6. Jahrhundert v. Chr. |
5. Jahrhundert v. Chr. |
4. Jahrhundert v. Chr. |
►

◄ | 430er v. Chr. | 420er v. Chr. | 410er v. Chr. | 400er v. Chr. |
390er v. Chr. |
►

◄◄ | ◄ | 417 v. Chr. | 416 v. Chr. | 415 v. Chr. | 414 v. Chr. |
413 v. Chr. |
412 v. Chr. |
411 v. Chr. |
► |
►►

## Ereignisse

### Politik und Weltgeschehen
- Peloponnesischer Krieg: Athen beginnt während der Sizilienexpedition mit der Belagerung von Syrakus.

### Kultur
- Die Komödie Die Vögel von Aristophanes wird uraufgeführt. Sie enthält das Wort Νεφελοκοκκυγία, das 1819 von Arthur Schopenhauer mit Wolkenkuckucksheim übersetzt wird.

## Gestorben
- Lamachos, athenischer Feldherr